# 阿尔罕布拉宫的回忆
《阿尔罕布拉宫的回忆》是西班牙作曲家、吉他演奏家弗朗西斯科·塔雷加的作品。此曲为吉他爱好者青睐，全曲采用右手轮指（震音）演奏。
此曲据说是塔雷加于1896年在来到西班牙南部格拉纳达的阿尔罕布拉宫时，由于夕阳的映衬，宫殿显得分外美丽，于是他有感而发，写下了这首不朽的名曲，并取副标题为“祈祷”。另外，这首曲子附上了的字样，是为了纪念法国作曲家阿尔弗雷德·高登。

## 相关背景

### 历史
711年，柏柏尔人（后基督教居民称他们为摩尔人）将军塔拉格趁西哥特王国内乱，率阿拉伯人和柏柏尔人军队从北非丹吉尔渡过直布罗陀海峡，入侵西班牙，于714年灭亡了西哥特王国，占领了托罗萨。但随后一直遭到西班牙人民的抵抗。在西班牙北部埃布罗河源头处的山区居民为抵抗阿拉伯人的入侵，建立了许多堡垒（西班牙语称“卡斯提尔”）。

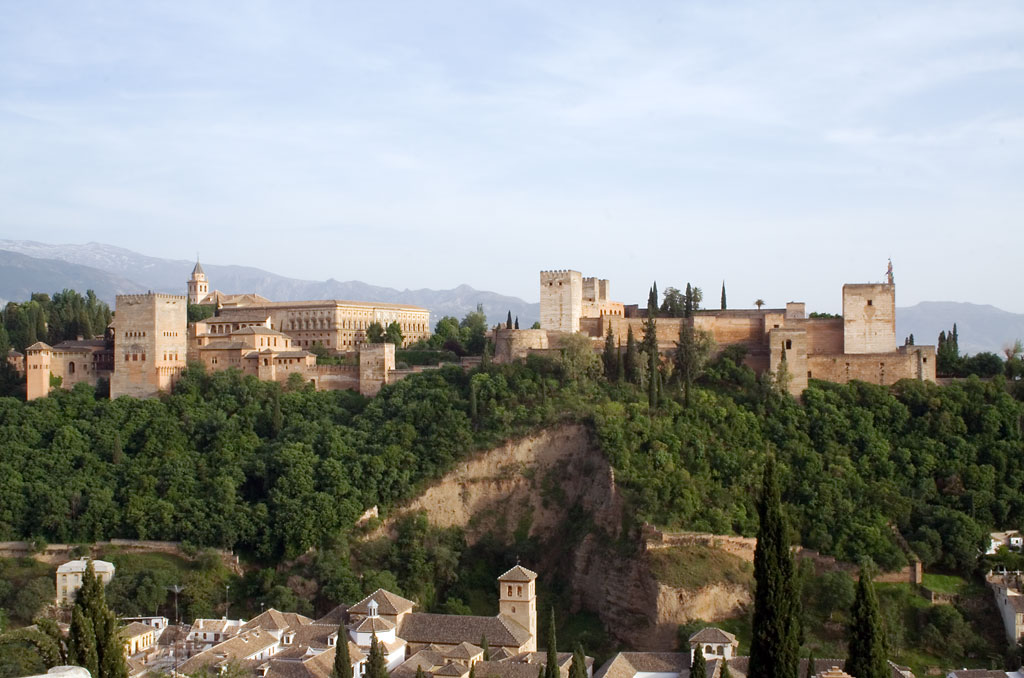
眺望阿尔罕布拉宫

1212年，卡斯提尔国王阿方索八世率诸国联军在托罗萨战役中击败摩尔人。此后摩尔人在西班牙的实力转衰，直到1236年，摩尔人在西班牙的领土只剩下格拉纳达地区。公元1238年，格拉纳达在摩尔人的统治下宣布独立，并且开始建造阿尔罕布拉宫（阿拉伯文中為「红宫」之意），於1358年竣工。
1492年，阿拉贡国王费尔南多二世和其妻卡斯提尔女王伊萨贝拉一世率领军队征服格拉纳达，完成西班牙收复失地运动，摩尔人至此被赶出西班牙，阿尔罕布拉宫也成为一座“废宫”。

### 关于阿尔罕布拉宫
阿拉伯语意译为红宫，位于现在西班牙南部格拉纳达，建于1238年至1358年间，由当时统治的北非摩尔人所建，是伊斯兰风格的建筑。
宫殿位于地势险要的山上，有许多院落组成，其中狮子院以其轻巧的券廊和雕有十二只狮子簇拥着的喷泉而著称。

## 音乐赏析
乐曲为A小调，3/4拍子，行板速度。乐曲以西班牙著名的宫殿阿兰布拉宫为题材，运用震音技法，充分展示了恬静、柔美的主题，给人以绵绵不绝的遐思。
乐曲采用综合性再现的三部曲式，全曲的曲式结构为：
A段重复两遍+B段重复两遍+A+B+尾奏。

### A段
A段的自然流畅的主题旋律在分解和弦衬托下格外优美、抒情，恰似夜幕下连绵、雄伟的宫廷城墙在眼前不断浮现。音乐展示了抒情、悠远的意境，充满了无际的幻想。
该段在演奏时要注意：轮指要有颗粒性和清晰度，应控制好右手的力度，旋律弹奏要有起伏的变化。相应地，乐句的处理要有渐强、渐弱的变化和对比。

### B段
B段转入A大调，色彩变得更加明朗，情绪清爽、激奋，仿佛旭日初照下的宫廷建筑是那样的雄浑、阔远。
该段在演奏时要注意：其中的第5、6小节要弹奏得连贯，注意纵向移指的动作得干净利索。对于困难的左手指法应先按先弹的音，保证弹奏时换把的连贯性。

### 尾奏
尾声也为A大调，篇幅较长。连绵起伏的旋律继续延伸，仿佛收不住的幻想在无际的空间任意驰骋，又仿佛一个古老的传说给人留下无尽的回味。
该段在演奏时要注意：大拇指（P指）的分解和弦音音量不能盖过旋律声部，另外要注意第一个低音的余音时值要充分。其力度稍强。注意乐句的呼吸和手指的放松。